# ليوناردو كوستا
ليوناردو كوستا (بالبرتغالية: Leonardo Costa) هو سباح برازيلي، ولد في 12 مايو 1977 في بيلو هوريزونتي في البرازيل.

## وصلات خارجية
- ليوناردو كوستا على موقع الاتحاد الدولي للسباحة (الإنجليزية)
- ليوناردو كوستا على موقع SwimRankings.net (الإنجليزية)
- ليوناردو كوستا على موقع اللجنة الأولمبية الدولية (الإنجليزية)
- ليوناردو كوستا على موقع أوليمبيديا (الإنجليزية)